# 1627
Évszázadok: 16. század – 17. század – 18. század
Évtizedek: 1570-es évek – 1580-as évek – 1590-es évek – 1600-as évek – 1610-es évek – 1620-as évek – 1630-as évek – 1640-es évek – 1650-es évek – 1660-as évek – 1670-es évek
Évek: 1622 – 1623 – 1624 – 1625 –  1626 – 1627 – 1628 – 1629 – 1630 – 1631 – 1632

## Események
- június 27. - július 19.: a Tyrkjaránið (Törökdúlás) Izlandon: észak-afrikai arab, török és berber kalózok kirabolják és feldúlják a sziget déli és keleti területeit.

## Születések
- január 25. – Robert Boyle ír természettudós († 1691)
- augusztus 2. – Samuel van Hoogstraten holland festő († 1678)

## Halálozások
- május 23. – Luis de Góngora y Argote spanyol költő (* 1561)